# Liste der Kreisstraßen in Ansbach
Die Liste der Kreisstraßen in Ansbach ist eine Auflistung der Kreisstraßen in der bayerischen  Stadt Ansbach  mit deren Verlauf.

## Abkürzungen
- AN bedeutet Kreisstraße im Landkreis Ansbach
- ANs: Kreisstraße in der kreisfreien Stadt Ansbach
- St: Staatsstraße in Bayern

## Liste
| Nr.   | Verlauf |
| ----- | --- |
| ANs 1 | (AN 1 im Landkreis Ansbach) – Stadtgrenze – Winterschneidbach – Stadtgrenze – (AN 1 im Landkreis Ansbach)                                    |
| ANs 2 | (AN 9 im Landkreis Ansbach) – Stadtgrenze – Grüber Straße – Urlasstraße – Schloßstraße –                                                     |
| ANs 3 | Eyb St 2223 – Süd-Ost-Tangente – – Meinhardswindener Straße – Meinhardswinden – Bernhardswinden – Stadtgrenze – (AN 55 im Landkreis Ansbach) |